# Famille Sandi
Pour les articles homonymes, voir Sandi.
La famille Sandi est une famille patricienne de Venise, originaire de Feltre.

## Historique
Les Sandi sont originaires de Feltre. Ils migrèrent dans la Cité des Doges, où ils exercèrent longtemps le métier d'avocats. En 1685, cette famille fut agrégée dans le chef de Vittorio et Giovanni à la noblesse vénitienne comme reconnaissance pour le soutien économique garanti à la République pendant la guerre de Morée. L'aggrégation leur donna accès au métier de juge.

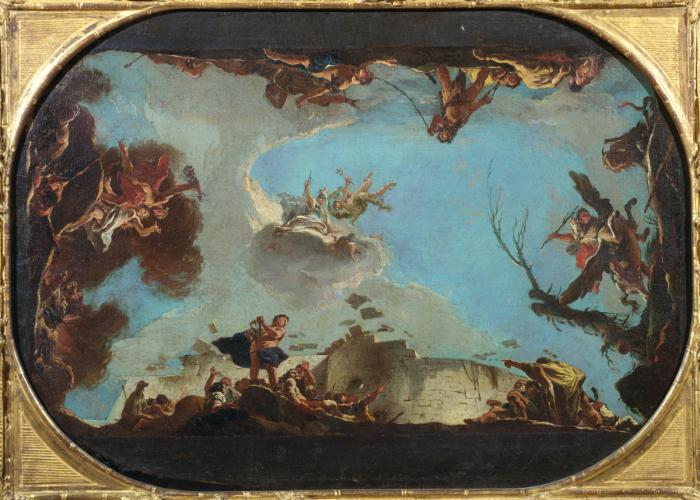
Allégorie du Pouvoir de l'Éloquence
Modello de plafond pour le Palazzo Sandi
Giambattista Tiepolo, vers 1725
Institut Courtauld, Londres

Ils passèrent commande à Giambattista Tiepolo d'une fresque pour le plafond du palais Sandi dont on peut voir l'esquisse à l'Institut Courtauld à Londres, en référence à leur profession de juristes.
Selon les sources, la famille Sandi se serait éteinte entre 1780 et 1830.

## Armes
Les armes des Sandi se blasonnent ainsi de l'aigle à deux têtes couronnées de sable en champ d'or.

## Personnalités
- Giovanni Battista Sandi († 1785), évêque de Belluno (1756-1785).

## Demeures
- Palais Sandi Porto Cipollato